# Elachertomorpha
Elachertomorpha is een geslacht van vliesvleugeligen uit de familie Eulophidae. De wetenschappelijke naam van dit geslacht is voor het eerst geldig gepubliceerd in 1904 door Ashmead.

## Soorten
Het geslacht Elachertomorpha is monotypisch en omvat slechts de volgende soort:
- Elachertomorpha flaviceps Ashmead, 1904